# Priser og nomineringer modtaget af Ghita Nørby
Liste over priser og nomineringer modtaget af skuespiller Ghita Nørby.

## Priser

### Biarritz International Festival of Audiovisual Programming
| År   | Nominerede værk | Kategori                                                                                   | Resultat | Noter |
| ---- | --------------- | ------------------------------------------------------------------------------------------ | -------- | ----- |
| 2013 | Halvbroren      | Golden FIPA for TV-series and Serial: Actress (delte med Marianne Nielsen og Mariann Hole) | Vundet   |       |

### Bodil-prisen
| År   | Nominerede værk         | Kategori                     | Resultat  |
| ---- | ----------------------- | ---------------------------- | --------- |
| 2016 | Nøgle hus spejl         | Bedste kvindelige hovedrolle | Nomineret |
| 2015 | Stille hjerte           | Bedste kvindelige hovedrolle | Nomineret |
| 2012 | Æres-Bodil              | Æres-Bodil                   |           |
| 2009 | Det som ingen ved       | Bedste kvindelige birolle    | Nomineret |
| 2001 | Her i nærheden          | Bedste kvindelige hovedrolle | Nomineret |
| 1992 | Freud flytter hjemmefra | Bedste kvindelige hovedrolle | Vundet    |
| 1990 | Dansen med Regitze      | Bedste kvindelige hovedrolle | Vundet    |
| 1982 | Pengene eller livet     | Bedste kvindelige birolle    | Vundet    |
| 1976 | Den korte sommer        | Bedste kvindelige hovedrolle | Vundet    |

### CinEuphoria Awards
| År   | Nominerede værk              | Kategori                                                                  | Resultat  |
| ---- | ---------------------------- | ------------------------------------------------------------------------- | --------- |
| 2022 | Mellem sten og et hårdt sted | CinEuphporia for Best Actress in a Short Film - International competition | Nomineret |

### Copenhagen International Film Festival
| År   | Nominerede værk | Kategori                   | Resultat |
| ---- | --------------- | -------------------------- | -------- |
| 2006 |                 | Lifetime Achievement Award | Vundet   |

### Robert-prisen
| År   | Nominerede værk         | Kategori                    | Resultat  |
| ---- | ----------------------- | --------------------------- | --------- |
| 2020 | Før frosten             | Årets kvindelige birolle    | Nomineret |
| 2016 | Nøgle hus spejl         | Årets kvindelige hovedrolle | Nomineret |
| 2015 | Stille hjerte           | Årets kvindelige hovedrolle | Nomineret |
| 2013 | Æres-Robert             | Æres-Robert                 |           |
| 2004 | Arven                   | Årets kvindelige birolle    | Vundet    |
| 2001 | Her i nærheden          | Årets kvindelige hovedrolle | Nomineret |
| 1993 | Sofie                   | Årets kvindelige birolle    | Vundet    |
| 1992 | Freud flytter hjemmefra | Årets kvindelige hovedrolle | Vundet    |
| 1990 | Dansen med Regitze      | Årets kvindelige hovedrolle | Vundet    |

### European Film Awards
| År   | Nominerede værk         | Kategori                       | Resultat |
| ---- | ----------------------- | ------------------------------ | -------- |
| 1992 | Freud flytter hjemmefra | Supporting Actress of the Year | Vundet   |

### Festival del Cinema Europeo
| År   | Nominerede værk | Kategori            | Resultat |
| ---- | --------------- | ------------------- | -------- |
| 2015 | Nøgle hus spejl | Best European Actor | Vundet   |

### Gijón International Film Festival
| År   | Nominerede værk      | Kategori    | Resultat |
| ---- | -------------------- | ----------- | -------- |
| 1994 | Det bli'r i familien | SNGCI Award | Vundet   |

### Guldbagge Awards
| År   | Nominerede værk         | Kategori                  | Resultat  |
| ---- | ----------------------- | ------------------------- | --------- |
| 2006 | Fyra veckor i juni      | Bästa kvinnliga biroll    | Vundet    |
| 1997 | Hamsun                  | Bästa kvinnliga huvudroll | Vundet    |
| 1992 | Freud flytter hjemmefra | Bästa kvinnliga huvudroll | Nomineret |

### Netia Off Camera International Festival of Independent Cinema
| År   | Nominerede værk | Kategori                         | Resultat |
| ---- | --------------- | -------------------------------- | -------- |
| 2015 | Nøgle hus spejl | Making Way Award Special Mention | Vundet   |

### Rouen Nordic Film Festival
| År   | Nominerede værk | Kategori     | Resultat |
| ---- | --------------- | ------------ | -------- |
| 2001 | Her i nærheden  | Best Actress | Vundet   |

### Seattle International Film Festival
| År   | Nominerede værk | Kategori                  | Resultat   |
| ---- | --------------- | ------------------------- | ---------- |
| 2015 | Nøgle hus spejl | Golden Space Needle Award | 4. pladsen |

### Zulu Award
| År   | Nominerede værk | Kategori                        | Resultat |
| ---- | --------------- | ------------------------------- | -------- |
| 2003 | Arven           | Årets danske kvindelige birolle | Vundet   |